# 西貴志村
西貴志村（にしきしむら）は、和歌山県那賀郡にあった村。現在の紀の川市貴志川町の西部、和歌山電鐵貴志川線の沿線にあたる。

## 地理
- 山岳：鳩羽山

## 歴史
- 1889年（明治22年）4月1日 - 町村制の施行により、長原村・長山村・西山村・鳥居村・岸宮村の区域をもって発足。
- 1955年（昭和30年）3月31日 - 中貴志村・東貴志村・丸栖村と合併して貴志川町が発足。同日西貴志村廃止。

## 交通

### 鉄道路線
- 和歌山鉄道
  - 和歌山鉄道線（現・和歌山電鐵貴志川線）
    - 大池遊園駅 - 西山口駅 - 甘露寺前駅